# Johann Christian Hasse
Johann Christian Hasse (24. juli 1779 i Kiel–18. november 1830 i Bonn) var en tysk jurist.
Hasse blev 1811 professor i Jena, 1813 i Königsberg (hvor han 1815 var rektor), 1818 i Berlin og 1821 i Bonn. Han skrev blandt andet Die culpa des römischen Rechts (1815, andet oplag 1838), Das Güterrecht der Ehegatten (1824) og udgav, sammen med blandt andre Georg Friedrich Puchta, fra 1827 "Rheinisches Museum für Jurisprudenz".